# Liste der Monuments historiques in Senillé-Saint-Sauveur
Die Liste der Monuments historiques in Senillé-Saint-Sauveur führt die Monuments historiques in der französischen Gemeinde Senillé-Saint-Sauveur auf.

## Liste der Bauwerke
| Bezeichnung                             | Beschreibung              | Standort             | Kennzeichnung | Schutzstatus | Datum | Bild           |
| --------------------------------------- | ------------------------- | -------------------- | ------------- | ------------ | ----- | -------------- |
| Ehemalige Commanderie de la Foucaudière | Erbaut im 15. Jahrhundert | Saint-Sauveur (Lage) | PA00105709    | Inscrit      | 1932  | weitere Bilder |
| Ehemaliger Friedhof                     |                           | Saint-Sauveur (Lage) | PA00105708    | Classé       | 1937  | weitere Bilder |
| Kirche St-Antoine und Kreuzgang         | Erbaut um 1500            | Saint-Sauveur (Lage) | PA00105710    | Classé       | 1910  | weitere Bilder |

## Liste der Objekte
- Monuments historiques (Objekte) in Saint-Sauveur (Vienne) in der Base Palissy des französischen Kultusministeriums
- Monuments historiques (Objekte) in Senillé in der Base Palissy des französischen Kultusministeriums